# Achillea erba-rotta
Achillée herbe trouée, Achillée à feuilles simples
Espèce
L'Achillée herbe trouée ou Achillée à feuilles simples (Achillea erba-rotta) est une espèce de plantes de la famille des Asteracées.

## Description
Achillea erba-rotta est une espèce polymorphique, car ses caractéristiques physiques varient nettement selon la variété. Ces plantes ont des bourgeons portés près du sol et sont boisés dans la partie inférieure de la tige, avec des branches herbacées annuelles. La racine primaire est un rhizome.

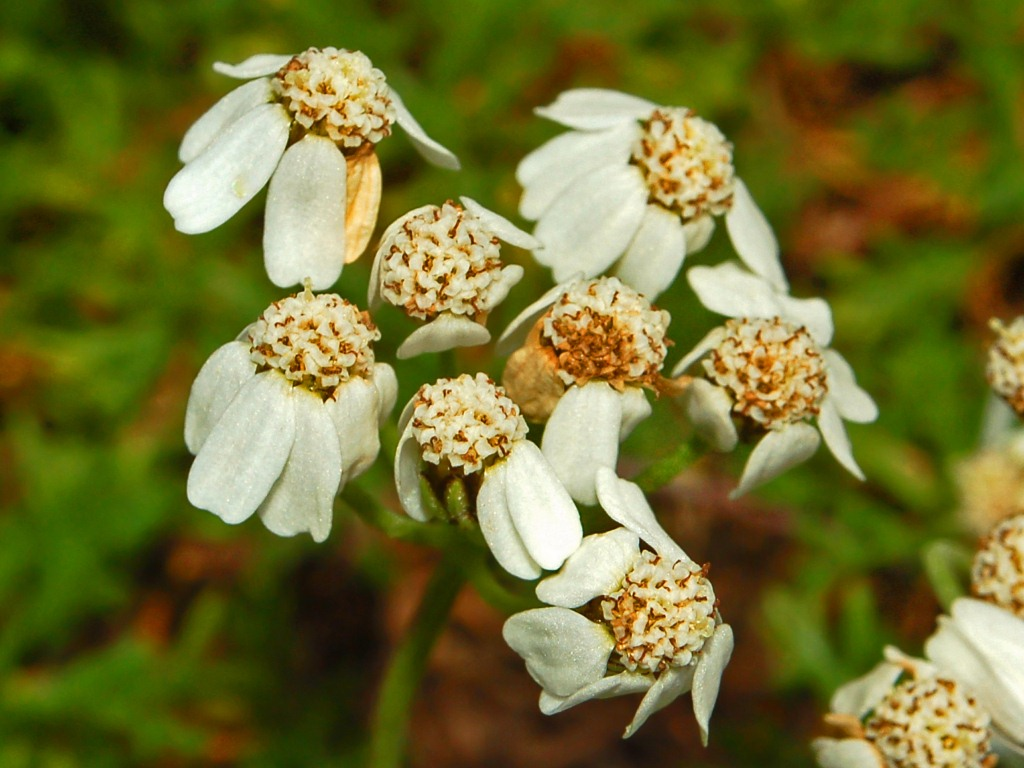
Détail des fleurs.

Cette plante atteint en moyenne 12-18 centimètres. Les tiges sont boisées et rampantes, presque glabres ou avec des poils courts et des branches fleuries érigées. Les feuilles des branches stériles sont lancéolées-spatulées, 5-7 mm de large et 26-30 mm de long, avec 4-7 dents de chaque côté. Les feuilles sont alternes, sessiles, dentées et progressivement linéaires, d'environ 2-3 mm de largeur et 11-22 mm de long. Les fleurs sont hermaphrodites aux pentamères, disposées en corymbes avec de nombreuses têtes, d'environ 3 mm de diamètre, avec ligules arrondi. La période de floraison s'étend de juillet à août. Le fruit est un akène aplati.

## Distribution
Cette plante typique des Alpes est présente en Italie, en France, en Suisse et en Autriche.

## Sous-espèces
Achillea erba-rotta compte trois sous-espèces :
- Achillea erba-rotta subsp. ambigua ;
- Achillea erba-rotta subsp. erba-rotta ;
- Achillea erba-rotta subsp. moschata.

## Statut
En France, Achillea erba-rotta est considérée comme menacée.